# Companhia de Fiação e Tecidos Lisbonense
A Companhia de Fiação e Tecidos Lisbonense foi uma unidade industrial criada em 1838, situada em Lisboa, considerada importante na industrialização da capital de Portugal, sendo sido uma das maiores fábricas da cidade durante o século XIX.
No início, a fiação tinha lugar no Palácio do Malheiro, na zona de São Sebastião da Pedreira, e a tecelagem, por seu turno, funcionava em outros dois locais, no Palácio dos Condes de Camaride e numa fábrica junto ao Campo Pequeno.
Dois anos depois ter sido criada, muda-se para o antigo Convento de São Francisco de Xabregas, centralizando aí todas as actividades. Este edifício sofreu um incêndio no ano de 1849, tendo a fábrica funcionado no Palácio do Marquês de Niza
Nos anos 1846-1847 foi construído um edifício situado em Santo Amaro, para a nova fábrica, tendo sido inaugurada em 1849. Durante os anos 1851-1855, foram construídos junto ao primeiro edifício mais outros cinco, com vista a centralizar as máquinas de fiação e teares dispersos pela cidade. O conjunto dos seis edifícios era então conhecido pelo nome de Fábrica Pequena.
Em 1990 foi adicionada a Oficina Nova, um novo edifício com mais 240 teares, e em 1903, a fábrica passou a dispor de energia eléctrica.
Esta unidade foi a primeira a construir em bairro operário, em 1873, com habitações para funcionários e respectivas famílias.
Após a Implantação da República, a Companhia começou a ter problemas que resultaram na dissolução da unidade fabril e venda dos respectivos edifícios, num primeiro lugar à empresa Portugal e Colónias e posteriormente à tipografia Anuário Comercial.
O edifício teve uma proposta de classificação patrimonial que se iniciou em 1997, que terminou em 2007 com a revogação do despacho de classificação.